# Kapıkaya, Aliağa
Kapıkaya là một xã thuộc huyện Aliağa, tỉnh İzmir, Thổ Nhĩ Kỳ. Dân số thời điểm năm 2010 là 217 người.